# Березове (Сарненський район)
Бере́зове — село в Україні, у Березівській сільській громаді Сарненського району Рівненської області. Село Березове — центр сільської громади. Розташоване за 49 км від залізничної станції Рокитне — Волинське.

## Географія
Селом протікає річка Безіменна.

## Історія
Перша згадка про село датована 1780 роком. За часів Російської імперії у XVIII ст. носило назву рос. Березовъ (пізніше на мапах позначається як Березове або рос. Березово) та входило до складу Мінської губернії.
Корінні жителі села є українцями, а також на час Радянської влади у Березове було переселено білоруське населення.
За географічним положенням село Березове розташоване на півночі Сарненського району в межах Західнополіського регіону на території природної області Житомирського Полісся.
Після проголошення Незалежности України у 1991 році змінився статус північної межі району і село опинилося в прикордонній зоні. На північному сході села проходить міждержавний кордон з Республікою Білорусь (Берестейсьська обл.). Межує в межах району із селами Глинне на півдні, Познань — на сході, Заболоття — на північному заході і Грабунь — на заході.
Назва походить від поселення людей — втікачів в березовому гаю.
Згідно з археологічними джерелами населення Західної України на початку XVI ст. перебувало під нестерпним гнітом польської шляхти, а також часто піддавалось нападам татарської орди. Це призводило до того, що селяни знімались з обжитих земель і все далі і далі відходили в ліси та непрохідні місця серед боліт. Група таких втікачів заснувала невелике поселення серед непрохідних боліт у березовому гаю. Згодом утворилось невелике село, яке стали називати Березове. Першими поселенцями були українські селяни-втікачі.
Селяни займалися в основному сільським господарством. Багатства поліських лісів та пасовищ привертали увагу польської шляхти, яка почала заселяти українське Полісся.
Ще більшої шкоди селянам було завдано столипінською реформою. В 1912 році на території села утворилося 64 хутори.
У роки російської революції польська шляхта свій «культурний центр» переносить із білоруського м. Столін в с. Березове. В селі була утворена так звана Гміна (сільська рада), куди входило 16 навколишніх сіл. Була організована двокласна школа.
У селі було побудовано в 1780 р. церкву, а в 1939 р. — костел.
У 1939 році с. Березове в складі Західної України було приєднане до СРСР. У вересні 1939 року польська школа була закрита.
В 1940 році також була заснована Березівська сільська рада. Перший голова — Наумович Степан Никифорович. В цьому ж році було організовано перше колективне господарство. Першим головою колгоспу був призначений Наумович Сава Омелянович.
У 1941 році село перейшло під контроль німецьких військ. У1944 році село повернулось під контроль радянських військ.
У 1948 році створено колгосп ім. Ворошилова. Головою обрано Наумовича Степана Григоровича. 25 березня 1960 року колгосп був реорганізований у допоміжне господарство Рокитнівського ЛГЗ, а з 1.06.1966 р. — в радгосп «Березівський». Першим директором був Будзинський Іван Дмитрович.
У 1948 році відкривається сільська бібліотека, клуб та відділення зв'язку. З 1950 року діє дільнична лікарня. В 1959 році засновано лісництво.
З 1977 році проводиться меліорація земель, розпочато будівництво дамби, яке завершилося у 1987 році.
Неподалік села, у лісовому урочищі Юзефін, з 1997 р. діє жіночий монастир Іверської Ікони Божої Матері й росте одне з дерев, які вважають найстарішими в Україні, — «Дерево князя Ігоря». Як стверджують місцеві мешканці, йому 1350 років і воно занесене до Книги рекордів України. Проте, за результатами досліджень Київського еколого-культурного центру, цьому дубу — близько 1000 років і він не є найстарішим в Україні[недоступне посилання з червня 2019].
В 1930-х рр. поблизу с. Березове в урочищі Юзефін було виявлено Юзефінський курганний могильник поселення культури гребінцево-накольчатої кераміки, який нараховує близько 30 курганів. В 1981 році тут працювала археологічна експедиція Рівненського краєзнавчого музею на чолі з Б. А. Прищепою — кандидатом історичних наук, доцентом Рівненського інституту слов'янознавства, членом Всеукраїнської спілки краєзнавців.

## Населення
За переписом населення 2001 року в селі мешкало 2 599 осіб.

### Мова
Розподіл населення за рідною мовою за даними перепису 2001 року:
| Мова       | Відсоток |
| ---------- | -------- |
| українська | 99,49 %  |
| російська  | 0,35 %   |
| білоруська | 0,16 %   |

## Березівська сільська рада
Березівська сільська рада була заснована в 1940 році. Перший голова сільської ради Наумович Степан Никифорович. Приміщення сільської ради було збудовано в 1946—1948 роках. В 1973 році сільським головою було обрано К. І. Кулакевич. Під його керівництвом було збудовано нове приміщення. На даний час сільським головою працює Маринич Микола Михайлович . Березівська сільська рада об'єднує десять населених пункти: села Березове, Грабунь, Заболоття,Глинне , Хміль і тд. Село Березове має понад 600 дворів, проживає 3,5 тис. чоловік.

## Охорона здоров'я
З 1950 року в селі діяла Березівська дільнична лікарня, спочатку це приміщення було невелике, на кілька палат. Головний лікар — Маринич Михайло Семенович. В лікарні працює 75 осіб, з них 5 лікарів, 48 осіб медперсоналу та техпрацівники. Працює також амбулаторія, стоматологічний кабінет, а також приватний стоматкабінет. При лікарні працює швидка медична допомога з березня 1990 року, та діє свій парк спецавтотранспорту. З 2014 року реорганізована в терапевтичне відділення № 2 центральної районної лікарні. Завідувач відділення Редько Валерій Ярославович.
Перша аптека в селі Березове була відкрита в 1953 році в пристосованому приміщенні. Нове приміщення аптеки було побудовано в 1964 році. Основна діяльність — забезпечення населення ліками.

## Освіта та культура
Перша школа в селі була відкрита священиком у вересні 1885 року. Царська чотирирічна школа працювала до 1961 року. У школі було 4 класи.
Проте навчання було утруднене Столипинською реформою, внаслідок якої у 1912 році на території села утворюється 64 хутори. До 1921 року школи не було. Пов'язано це із частими змінами влади після більшовицького перевороту 1917 року. Оскільки частина західноукраїнських земель, у тому числі і наш район, у 1921 році попали під владу Польщі, то з 1922 по 1939 роки діяла чотирикласна польська школа. У школі навчалося 60 дітей. Навчання було організовано у 4-х класах із 7-річним стажем:
- 1-й клас — 1 рік навчання
- 2-й клас — 1 рік
- 3-й клас — 2 роки
- 4-й клас — 3 роки

Після закінчення школи учні отримували неповну середню освіту і поступали в гімназію, яка знаходилась в районному центрі Столин (сучасна територія Білорусі). В школі вивчали польську мову, математику, природу, історію Польщі. Місцезнаходженням школи була нинішня територія аптеки. Згодом була побудована нова школа, яка знаходилася на місці нинішнього будинку культури, але під час війни вона згоріла. На релігійні свята діти не вчилися.
У вересні 1939 року польська школа була закрита, у селі було встановлено Радянську владу. Знову відновлено хутірну систему.
В 1940—41 роках була відкрита прогресивка І-У класи. Вчителі залишалися ті ж самі, що і в польській, а також були і нові — чех Вячеслав Мризик, Рішард Іван, Серегет. Релігію було заборонено. Вивчали німецьку, російську мови, історію.
Під час війни школа не працювала.
Тільки в 1946 році школа відновила свою діяльність. В 1950 році в селі відкрили семирічну школу. В початковій школі класи були комбіновані (1—3 класи — один вчитель і 2—4 класи теж один), вчилися 6 днів на тиждень по 4—5 уроків на день. Вивчали українську, російську мови, арифметику, історію та природу. Трудового навчання в школі не було.
У 5 клас учні з хуторів ішли до села Березове, де знаходилась семирічка. Згодом було реорганізовано школу у восьмирічну, першим директором якої був Лісовець С. С.
З 1953 року почала працювати десятирічка. Вона була єдиною в цьому краї і тому тут навчалися старшокласники з сіл Переходичі, Вежиця, Старе Село, Глинне, Познань, Хміль. Приміщення десятирічки було старе, у польській Гміні. При директору Барановському В. З. та завучу Нижник М. Л. було добудовано дві класні кімнати і коридор.
Пізніше до школи було приєднано будівлю дитячого садочка, який було закрито. Нині Березівська ЗОШ I-III ст. має чотири корпуси для навчання, одному з них вже понад 100 років, їдальню, майстерню, бібліотеку. В школі навчається 760 учнів, працює 62 вчителі. Директором школи є Шип Володимир Володимирович, заступником з навчальної частини — Наумович К. Я., заступником з виховної роботи — Барановська О. М.

### Сільський Будинок культури
У 1948 році він розміщувався в старому приміщенні, яке було побудоване за часів польського панування. Нове приміщення сільського будинку культури було побудоване у 1968—1970 роках. Директор будинку культури Наумович С. С., художній керівник — Баланович Г. Г. Діють гуртки — драматичний, вокальний, художнього читання. Основний вид діяльності — організація дозвілля громади, робота з молоддю, виховання підростаючого покоління, проведення масових заходів на різноманітну тематику, проведення вечорів відпочинку та дискотек.

### Публічно-шкільна бібліотека
У 1958 році відкрилася бібліотека, була введена штатна одиниця. Бібліотекарем працювала Лісовець Галина Самійлівна. На цій посаді вона пропрацювала до 1959 року. З 1959 по 1965 роки бібліотекарем працював Хальпуков Костянтин Артемович. В 1965 році шкільну бібліотеку прийняла Даниш Надія Андріївна, яка на той час мала бібліотечну освіту. І ось уже протягом 38 років вона допомагає учням долати вершини науки, вчить їх шанувати книги, дбайливо ставитися до них.
Березівська сільська бібліотека була заснована в листопаді 1948 року. Книжковий фонд був незначний. В основному складався з брошур та газет, журналів, які в той час надходили до Березівської сільської ради. Виділено було однокімнатне приміщення. Згодом було збудовано приміщення сільського клубу. Для бібліотеки було виділено дві кімнати.
В 1964 році на 1 січня фонд бібліотеки становив 3036 екземплярів, кількість читачів — 315 чоловік.
В 1972 році було збудовано нове приміщення сільського Будинку культури, куди була перенесена і бібліотека.
Працює в бібліотеці Жежук Марія Хомівна. Працює творчо, цікаво. Активно запроваджує різноманітні інноваційні форми і методи роботи.
Інформаційне забезпечення читачів здійснюється шляхом цікавих повідомлень. Максимальному розкриттю книжкового фонду в умовах відкритого доступу допомагають книжкові виставки, тематичні полички. Велику увагу приділяє бібліотекар індивідуальній роботі з читачами.
У бібліотеці завжди людно. Сюди приходять бібліотечні активісти, які допомагають бібліотекарю в організації та проведенні цікавих масових заходів. Значна увага в роботі бібліотеки приділяється популяризації народних звичаїв та традицій українського народу. Так у бібліотеці організований куточок з народознавства. На столі знаходиться стародавній посуд, українські вишивки, література про культуру, побут, звичаї українського народу. В папках-досьє зібрані матеріали про село, легенди про його виникнення, спогади старожилів про воєнні та післявоєнні роки, зібрано матеріали про обряди та звичаї села, фольклор та ін.
На даний час бібліотека в селі виконує функцію інформаційного центру. Основним завданням бібліотекаря на даний період є забезпечення інформаційних запитів користувачів на отримання інформації. З цією метою в бібліотеці створено публічний центр регіональної інформації, який укомплектований папками-накопичувачами «Навчальні заклади», «Освіта», «Юридичні консультації», «Соціальний захист населення», «Пенсійне забезпечення», «Агропромисловий комплекс», «Біржа праці» та інші. Люди з обмеженими можливостями обслуговуються як у бібліотеці, так і на дому. Для них постійно популяризується інформаційний бюлетень «Інва.net», який випускається РДОБ. Діяльність бібліотекаря багатогранна. Для учнів готуються рекомендаційні списки літератури. Інформаційна зона розміщена на стенді «Бібліотека і читач». На ньому розміщено «Правилами користування бібліотекою», «Радимо прочитати», статті про пам'ятні дати, про ті чи інші свята, про нові книги і та ін.
В бібліотеці створено сучасний невеличкий дитячий куточок, де є іграшки та розвиваючі ігри для дітей. Під час літніх канікул діє «Бібліотека просто неба». В рамкам цієї програми юні користувачі мають можливість пограти в ігри, почитати книги на свіжому повітрі, відбуваються екскурсії до лісу де діти фотографують, а потім роблять фото світлини та ін. Щороку бібліотекар бере активну участь у Всеукраїнській акції «Живи, книго!», Всеукраїнських конкурсах «Найкращий читач року», «Шкільний бібліотекар», тижні дитячого читання. Усю свою роботу бібліотекар спрямовує на формування розвитку інтересу до читання, до книги, до пошуку чогось цікавого та нового.

## Промисловість

### Березівське лісництво
Засновано в 1959 році. Загальна площа лісу 6346 га. Першим лісничим був Я. В. Церковний. Великий внесок у лісову справу вніс лісничий Поліщук В. М. (1961—1974 рр.) Під його керівництвом у 1970 р. було заложено штучний березовий гай поблизу стоянки партизанського загону ім. Боженка в роки Великої Вітчизняної війни. Нове приміщення контори лісництва побудував лісничий Солонович С. С. у 1983 році. Провів казкове озеленення лісництва. На даний час посаду лісничого Березівського лісництва займає Троцюк Р. В.

### СГПП «Злагода»
Великою подією для селян було заснування в травні місяці 1940 року першого колективного господарства. Першим головою колгоспу був Наумович Сава Омелянович. В перше колективне господарство увійшло 30 сімейств бідняків. Життя селян відновлювалось. Землі польського магната Радзивіла перейшли у вічне користування селян. В 1941 році мирна праця селян була перервана віроломним нападом фашистської Німеччини. В 1948 році було завершено колективізацію в селі і створено знову колгосп ім. Ворошилова. Головою колгоспу було обрано Наумовича Степана Григоровича. 25 березня 1960 року колгосп був реорганізований у допоміжне господарство Рокитнівського ЛГЗ, а з 1.06.1966 р. — у радгосп «Березівський». Першим директором був агроном за фахом, людина з вищою освітою Будзинський Іван Дмитрович. В 1974 році директором радгоспу став житель села Березове, людина з вищою освітою Кравченя Іван Тимофійович, який пропрацював на цій посаді 19 років. У 1994 році колектив очолила жінка, теж агроном за фахом, з вищою освітою, Ніна Григорівна Маринич. В даний час вона очолює СГПП «Злагода». Це рентабельне господарство, одне з найкращих у районі. В господарстві налічується 960 голів ВРХ (з них 300 голів абардино-інгульської породи) та 100 голів свиней.
Господарство у своєму розпорядженні має близько 1000 га орної землі, де 800 га — посівні площі (основна культура — озиме жито). «Злагода» має свій автотранспортний парк, у якому нараховується 12 автомобілів, 14 тракторів, 4 зернозбиральних комбайни, 2 КСК-100 «Рось», безліч інвентарю та причіпної техніки для обробітку сільськогосподарських угідь.
СГПП має також свої підсобні промисли — 2 пилорами, млин та кафе «Фантазія». А також вони харчують учнів Березівської, Заболотської та Познанської шкіл.

## Сфера обслуговування

### Відділення зв'язку
Відкрито в 1947 році, розташоване у приміщенні сільської ради. Керівник — Маринич Марія Михайлівна. Основна діяльність — обслуговування населення поштовими послугами: посилки, перекази, листи, доставка періодичних видань. Додаткові послуги відділення — розрахунки за телефон, електроенергію.На даний час працює Маринич Тетяна Миколаївна.

### ТЗОВ Рокитнівська фірма побутових послуг
ТЗОВ Рокитнівська фірма побутових послуг відкрита в 1968 році. Послуги фірми: ремонт одягу та взуття.
У селі діє п'ять торгових точок, а саме: кафе «Фантазія» відкрите в 1996 році, власник ПП Маринич О. М., кафе «Чорний кіт» відкрите в 1995 році, власник — Березівське ССТ, магазин «Гранд» відкритий в 2011 році, власник ПП Карін В. П., магазин «Надія» відкритий в 2007 році, власник ПП Карін В. П., магазин «Веселка», власник — Березівське ССТ. Перший магазин в с. Березове був відкритий у хаті діда Грицька у 1947 році. Нове приміщення магазину було збудоване у 1960—1963 році і діє по даний час.

## Березівська прикордонна застава
Березове — село прикордонне, на в'їзді до села стоїть знак «Прикордонна зона», а в самому центрі села розмістилась прикордонна застава. Створена вона в жовтні 1993 року, начальником було призначено лейтенанта Венікова М. Л., але постійного місця дислокації застава на той час не мала. Лише в жовтні 1995 року, коли начальником було призначено Будніка Р. М., розпочинається будівництво приміщень постійної дислокації. На даний час начальником прикордонної застави є лейтенант. На заставі несуть службу 70 військовослужбовців, з яких 25 чоловік — жителі с. Березове. Протяжність лінії кордону, яку охороняють прикордонники застави «Березове», становить 72 км від с. Будки-Кам'янські до с. Дроздинь.

## Релігія
У селі функціонує Православний храм Пресвятої Богородиці, який було засновано у 1885 році. У 70-х роках за часів Радянської влади храм був зруйнований. Залишилось лише приміщення дзвіниці. І лише у 1994 році було відбудовано храм Пресвятої Богородиці на попередньому місці. Священиком є отець Шепель В. Т. (відновлений в 1984 р.).
Члени церкви п'ятидесятників спочатку відправляли свої богослужіння у приватному будинку, а у 1990 році було збудовано церкву Христа Віри Євангельської (п'ятидесятників), яка в 2002 році була добудована і розширена. Пресвітером є Хомич П. М., кількість членів церкви 450 чоловік.

## Пам'ятки
У селі встановлено пам'ятник розстріляним євреям у роки Великої Вітчизняної війни та братська могила, де похоронені партизани загону ім. Боженка Солодовников П. П. та Кирилюк Д. К.

### Братська могила партизанів

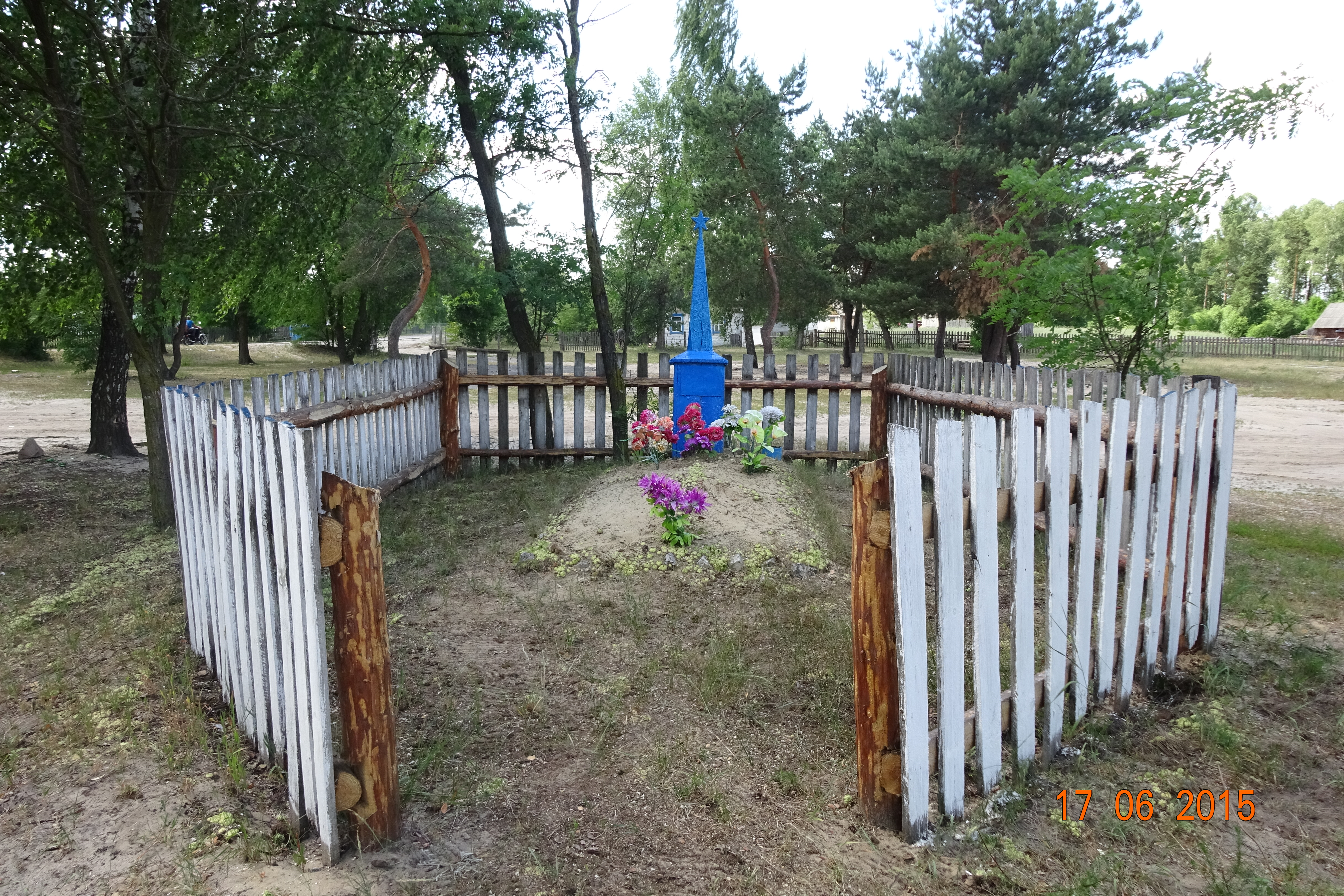
Братська могила

В селі є братська могила, у якій поховано радянських партизанів Солодовникова Петра Прокоповича та Кирилюка Данила Кузьмовича. За рішенням Рівненського обласного виконкому № 102 від 17 лютого 1970 року є пам'яткою історії.
У роки Другої світової війни в селі Березове партизани проходили військову підготовку, після якої їх відправляли через лінію фронту для попонення рядів Червоної армії. Серед головних завдань партизанського руху була підривна робота на залізничних коліях. Під час виконання одного з таких завдань між селами Остка та Сновидовичі загинули солдати Солодовников та Кирилюк. Відразу бійці були поховані в урочищі Ковалі, де в роки Німецько-радянської війни було місце розташування партизанського загону ім. Боженка.
1963 року відбулося перепоховання решток у селі Березове.
Пам'ятний знак на братській могилі розташовано в центральній частині села, праворуч від Будинку культури. На могилі встановлено дерев'яну тумбу у формі зрізаної піраміди. Надмогильна тумба пофарбована у синій колір, зверху увінчана п'ятикутною зіркою. Територія огороджена дерев'яним парканом.

## Уродженці села
Гаркуша (Миколаєнко) Семен Іванович — (1739 — після 1784) — запорозький козак, гайдамацький ватаг.
Карповець Іван Федорович [Архівовано 19 квітня 2016 у Wayback Machine.] народився 4 лютого 1929 року в с. Березове Рокитнівського району Рівненської області. Брав участь у партизанських діях на території Рокитнівщини в загоні ім. Боженка з'єднання О. Сабурова під командуванням М. Попудренка.
Брав участь у боях під м. Овруч, вирушав з розвідувальною групою в тил ворога, так як був ще майже підлітком. Мав завдання зв'язкового.
Нагороджений:
- Погрудним знаком «Партизан України 1941—1945 рр.»,
- Медаль «Захиснику Вітчизни»,
- Ювілейною медаллю «60 років визволення України від фашистських загарбників»,
- Медаль «65 років Перемоги у Великій Вітчизняній війні 1941—1945 рр.»[7]

Крупич Микола Якович [Архівовано 4 березня 2016 у Wayback Machine.] народився 6 грудня 1924 року в с. Березово Рокитнівського району Рівненської області. В 1943 році був призваний на фронт. Воював у інженерно-саперних військах на II Білоруському фронті. Брав участь у визволенні Польщі і Східної Прусії та дійшов до Берліна.
Нагороджений:
- Орденом Вітчизняної війни II ступеня,
- Медаллю Жукова,
- Ювілейною медаллю «30 років Перемоги у Великій Вітчизняній війні 1941—1945 рр.»
- Ювілейною медаллю «40 років Перемоги у Великій Вітчизняній війні 1941—1945 рр.»
- Ювілейною медаллю «50 років Перемоги у Великій Вітчизняній війні 1941—1945 рр.»
- Ювілейною медаллю «50 років Збройних сил СРСР»,
- Ювілейною медаллю «60 років Збройних сил СРСР»,
- Ювілейною медаллю «70 років Збройних сил СРСР»

Солонович Самійло Маркович [Архівовано 19 квітня 2016 у Wayback Machine.] народився 20 серпня 1926 року в с. Березове Рокитнівського району Рівненської області. В 1943 році був призваний на фронт. Воював у інженерно-саперних військах на II Білоруському фронті. Брав участь у форсуванні рік Одер та Ельби. Перемогу зустрів у Празі.
Нагороди:
- Орден Вітчизняної війни II ступеня,
- Медаллю Жукова,
- Ювілейною медаллю «20 років Перемоги у Великій Вітчизняній війні 1941—1945 рр.»,
- Ювілейною медаллю «30 років Перемоги у Великій Вітчизняній війні 1941—1945 рр.»
- Ювілейною медаллю «40 років Перемоги у Великій Вітчизняній війні 1941—1945 рр.»
- Ювілейною медаллю «60 років Збройних сил СРСР»
- Ювілейною медаллю «60 років визволення України від фашистських загарбників».[9]